# Stazione di Treviglio Ovest
Stazione di Treviglio Ovest vasútállomás Olaszországban, Lombardia régióban, Treviglio településen.

## Vasútvonalak
Az állomást az alábbi vasútvonalak érintik:
- Milánó–Bergamo-vasútvonal
- Treviglio–Cremona-vasútvonal

## Kapcsolódó állomások
A vasútállomáshoz az alábbi állomások vannak a legközelebb:
- Stazione di Arcene (Stazione di Bergamo, Milánó–Bergamo-vasútvonal)
- Stazione di Treviglio (Stazione di Cremona, Treviglio–Cremona-vasútvonal)
- Stazione di Cassano d’Adda (Stazione di Milano Centrale, Milánó–Bergamo-vasútvonal)